# Valença, Bahia
Valença là một đô thị thuộc bang Bahia, Brasil. Đô thị này có diện tích 1190,381 km², dân số năm 2007 là 85224 người, mật độ 71,6 người/km².